# W̄
W̄ (minuscule : w̄), appelé w macron, est un graphème utilisé dans la romanisations ISO 233-1 de l’écriture arabe, la romanisation Konō de l’hébreu samaritain et de l’alphabet samaritain.
Il s'agit de la lettre W diacritée d’un macron.

## Utilisation
Dans la romanisation ISO 233-1 de l’écriture arabe, ‹ w̄ › translittère le wāw šaddah ‹ وّ ›, le wāw et le šaddah étant translittéré avec le w et avec le macron suscrit.

## Représentations informatiques
Le w macron peut être représenté avec les caractères Unicode suivants :
- décomposé (latin de base, diacritiques) :

| formes    | représentations | chaînes de caractères | points de code | descriptions                                 |
| --------- | --------------- | --------------------- | -------------- | -------------------------------------------- |
| capitale  | W̄               | W◌̄                    | U+0057 U+0304  | lettre majuscule latine w diacritique macron |
| minuscule | w̄               | w◌̄                    | U+0077 U+0304  | lettre minuscule latine w diacritique macron |

## Sources
- (en) Michael Everson et Mark Shoulson, Proposal to add the Samaritan alphabet to the BMP of the UCS (no N3377 L2/08-024), 25 janvier 2008 (lire en ligne)
- (en) Thomas T. Pederson, Transliteration of Arabic, 2.2, 2008 (lire en ligne)
- (ja) Kōno Rokurō, Chino Eiichi et Nishida Tatsuo, 言語学大辞典 [Gengogaku daijiten = The Sanseido Encyclopaedia of Linguistics], vol. 7 : 世界文字辞典 [Sekai mozi ziten = Scripts and Writing Systems of the World], Tokyo, 三省堂 Sanseidō Press,‎ 2001 (ISBN 4-385-15177-6)